# Воронківці (роз'їзд)
Воронківці — роз'їзд Жмеринської дирекції Південно-Західної залізниці (Україна), розташований на дільниці Старокостянтинів I — Гречани між станцією Старокостянтинів I (відстань — 7 км) і зупинним пунктом Кузьмин (4 км). Відстань до ст. Гречани — 45 км. Від роз'їзду відходить колія до станції Старокостянтинів II (12 км).
Розміщений на південній околиці Воронківців Старокостянтинівського району.
Відкритий 1951 року.

## Приміське сполучення
Через роз'їзд Воронківці курсують приміські дизель-поїзди за маршрутами:
- Приміський поїзд 805/806 Хмельницький-Вінниця-Хмельницький щоденно
- Приміський поїзд 807/808 Хмельницький-Вінниця-Хмельницький щоденно, крім середи
- Приміський поїзд 6353/6354 Шепетівка-Хмельницький-Шепетівка.